# Edificis a la plaça del Portal Nou (Valls)
Els edificis a la plaça del Portal Nou (plaça antigament anomenada Plaça Castelar) és una obra amb elements neoclàssics de Valls (Alt Camp) protegida com a Bé Cultural d'Interès Local.

## Descripció

### Número 15 «Cal Coco»
«Cal Coco» és un edifici neoclàssic inclòs en l'inventari del Patrimoni Arquitectònic de Catalunya.
Edifici de planta baixa i dues plantes. Destaca en el conjunt la utilització d'elements neoclàssics i la simetria de tota la façana,. La porta principal disposa d'un arc de mig punt emmarca per motllures, a la vegada conté una portalada de fusta amb vidre i element de ferro colat. A la llinda hi ha una imposta amb fulla escultòrica. Seguint en els baixos tenim a dreta i a esquerra una finestra que està tapada i una petita que determina una semicircumferència. Després hi ha dues portalades amb arcs rebaixats (algunes tapades).
En el primer pis hi ha un balcó força singular, amb barana de ferro forjat, que té la inscripció: "J G T. 1857"; fent referència al seu propietari Josep Gelambí i Tarrassa. La porta té un arc de mig punt amb motllures i imposta. En els laterals hi ha balcons amb dues portes: llindes i mènsules; les balconeres tenen sis pseudopilastres d'ordre corinti. A la segona planta hi ha 7 finestres amb mènsules florals.
Pel que fa al lateral de la casa (baixant pel carrer de la Violeta, d'esquerra a dreta), trobem dues petites entrades, que antigament van servir tant per a introduir els olis i altres productes per l'elaboració del sabó, com per fer caure el raïm a la premsa, que posteriorment s'emmagatzemaria a la tina que finalment seria embotellat i venut com a vi de collita pròpia.
Moltes de les rajoles hidràuliques de l'interior de l'habitatge, són les mateixes que apareixen a la casa del que antigament va ser la fàbrica de gas de Valls, ja que la besneta de Josep Gelambí i Tarrassa (Carmen Gelambí Morera), es va casar amb el fill de Francisco Yvern Roig(Francisco d'Assís Yvern Ballester), propietari d'entre altres, de la fàbrica de gas de Valls; Dènia; Xàtiva; Vilanova, i arquitecte del cinema Bosch de Vilanova i la Geltrú i el conjunt urbanístic «Eixample Gumà», editat per Francesc Gumà i Ferran i aixecat per Josep Salvany i Juncosa i ell mateix. Aquest es troba en la mateixa localitat (en la qual hi té un carrer en nom seu).

### Número 16
Edifici entre mitgeres que consta de baixos i quatre plantes. Hi ha quatre obertures per planta. Als baixos tenim arcs rebaixats i emmarcats per elements petris. Les setze portes balconeres són totes iguals; en canvi, a mesura que anem pujant, les baranes dels balcons tenen amplada més minsa. La fatxada acaba amb una cornisa amb setze impostes. A l'alçada de la coberta hi ha una barana de pedra amb tres obertures rectangulars que tenen quatre balustres.

### Número 17
Edifici entre mitgeres amb baixos, entresòl i tres plantes.
Hi ha cinc obertures per planta. A l'entresòl hi ha uns grans finestrals amb arc de mig punt que es recolzen en unes pilastres petites.
Igual que l'edifici anterior aquí també els balcons més alts són més estrets que els de la segona planta, fet que és curiós, ja que no és freqüent. Tota la façana és simètrica. Cornisa amb mènsules petites.